# Ouiay
Ouiay est une reine d’Égypte de la XXIe dynastie. On ne lui connait pas de titre et on ne sait rien de sa vie.

## Généalogie
Elle est la seconde épouse du pharaon Psousennès Ier. Elle lui donne une fille, Isetemkheb II qui épouse son oncle le grand prêtre d'Amon Menkhéperrê, frère aîné de Psousennès Ier.